# Jean N’Guessan
Jean Frédéric Kouadio N’Guessan (* 17. April 2003) ist ein ivorischer Fußballspieler.

## Karriere
N’Guessan begann seine Laufbahn in seinem Heimatland beim Erstligisten RC Abidjan. In der COVID-bedingt abgebrochenen Saison 2019/20 gewann die Mannschaft die ivorische Meisterschaft. Im Sommer 2021 wechselte der Mittelfeldspieler nach Frankreich zum OGC Nizza, kurz darauf wurde er jedoch an den Schweizer Erstligisten FC Lausanne-Sport verliehen. Im Juli 2021 gab er bei der 1:2-Niederlage gegen den FC St. Gallen sein Debüt für Lausanne in der Super League. Nach Rückkehr nach Frankreich wurde der Ivorer erneut verliehen, dieses Mal zum französischen Zweitligisten Olympique Nîmes. Im Anschluss an diese zweite Leihe kehrte der Spieler nicht nach Nizza zurück, sondern wechselte fest zum FC Metz. In Metz blieb er bis Februar 2024, bevor er zu al-Wasl wechselte.